# Altomira
Altomira este un oraș în Grecia în prefectura Messinia.